# Guardian Direct Cup 1999 - Qualificazioni doppio
Le qualificazioni del doppio  del Guardian Direct Cup 1999 sono state un torneo di tennis preliminare per accedere alla fase finale della manifestazione. I vincitori dell'ultimo turno sono entrati di diritto nel tabellone principale. In caso di ritiro di uno o più giocatori aventi diritto a questi sono subentrati i lucky loser, ossia i giocatori che hanno perso nell'ultimo turno ma che avevano una classifica più alta rispetto agli altri partecipanti che avevano comunque perso nel turno finale.
Le qualificazioni del doppio del torneo Guardian Direct Cup 1999 prevedevano 4 coppie partecipanti di cui una è entrata nel tabellone principale.

## Teste di serie
1. Byron Black /  Wayne Ferreira (Qualificati)

1. Maks Mirny /  Andrej Ol'chovskij (ultimo turno)

## Qualificati
1. Byron Black  /   Wayne Ferreira

## Tabellone

### Legenda
| - Q = Qualificato - WC = Wild card - LL = Lucky loser | - ALT = Alternate - SE = Special Exempt - PR = Protected Ranking | - w/o = Walkover - r = Ritirato - d = Squalificato |

|  | Primo turno | Primo turno                   | Primo turno                | Primo turno | Primo turno |  |  | Ultimo turno | Ultimo turno                  | Ultimo turno | Ultimo turno | Ultimo turno |  |
|  |             |                               |                            |             |             |  |  |              |                               |              |              |              |  |
|  | 1           | Byron Black Wayne Ferreira    | Byron Black Wayne Ferreira | 7           | 6           |  |  |              |                               |              |              |              |  |
|  |             | Martin Lee Kobi Ziv           | Martin Lee Kobi Ziv        | 6           | 4           |  |  | 1            | Byron Black Wayne Ferreira    | 5            | 7            | 7            |  |
|  | 2           | Maks Mirny Andrej Ol'chovskij | 6                          | 3           | 6           |  |  | 2            | Maks Mirny Andrej Ol'chovskij | 7            | 6            | 6            |  |
|  |             | Marius Barnard Mark Keil      | 3                          | 6           | 3           |  |  |              |                               |              |              |              |  |